# Pokémon, Tớ chọn cậu!
"Pokémon - Tớ chọn cậu!" (ポケモン！きみにきめた！ Pokemon! Kimi ni Kimeta!), tiếng Anh: "Pokémon, I Choose You!", là tập đầu tiên của bộ anime Pokémon được phát sóng lần đầu tiên tại Nhật Bản vào ngày 1 tháng 4 năm 1997 đối với Hoa Kỳ vào ngày 8 tháng 9 năm 1998.
Tập phim kể về Satoshi hay còn gọi là Ash Ketchum, anh bắt đầu cuộc hành trình trở thành chuyên gia huấn luyện Pokémon số một của mình với sự khởi đầu khó khăn. Sau nhiều lần thất bại trong việc thu phục Poppo, Satoshi ném một hòn đá vào Spearow khiến nó tức giận và bắt đầu tấn công cậu cũng như Pikachu. Chẳng mấy chốc, cả một đàn Spearow bắt đầu đuổi theo họ, Pikachu là người duy nhất có thể bước vào và ngăn chặn đàn Spearow.
Kể từ khi phát sóng, tập phim đã nhận được những đánh giá tích cực từ các nhà phê bình. Andrew Wood của The Plain Dealer đã nhận định tập phim tương đối giống với các trò chơi điện tử, nhưng cho rằng rằng nó tập trung quá nhiều vào nhân vật chính Satoshi. Một cuốn sách được chuyển thể từ "Pokémon - I Choose You!" đã được phát hành vào tháng 7 năm 1999 và tập phim được phát hành trên Game Boy Advance Video năm 2004. Vào năm 2017, một bộ phim điện ảnh dựa trên tập phim này, mang tên Pokémon the Movie: Tớ chọn cậu đã được phát hành.